# Baunei
Baunei település Olaszországban, Szardínia régióban, Ogliastra megyében. Lakosainak száma 3428 fő (2023. január 1.). Baunei Dorgali, Lotzorai, Talana, Triei és Urzulei községekkel határos.

## Népesség
A település népességének változása:
| Lakosok száma | 3623 | 3602 | 3428 |
|               | 2017 | 2018 | 2023 |

## Képek

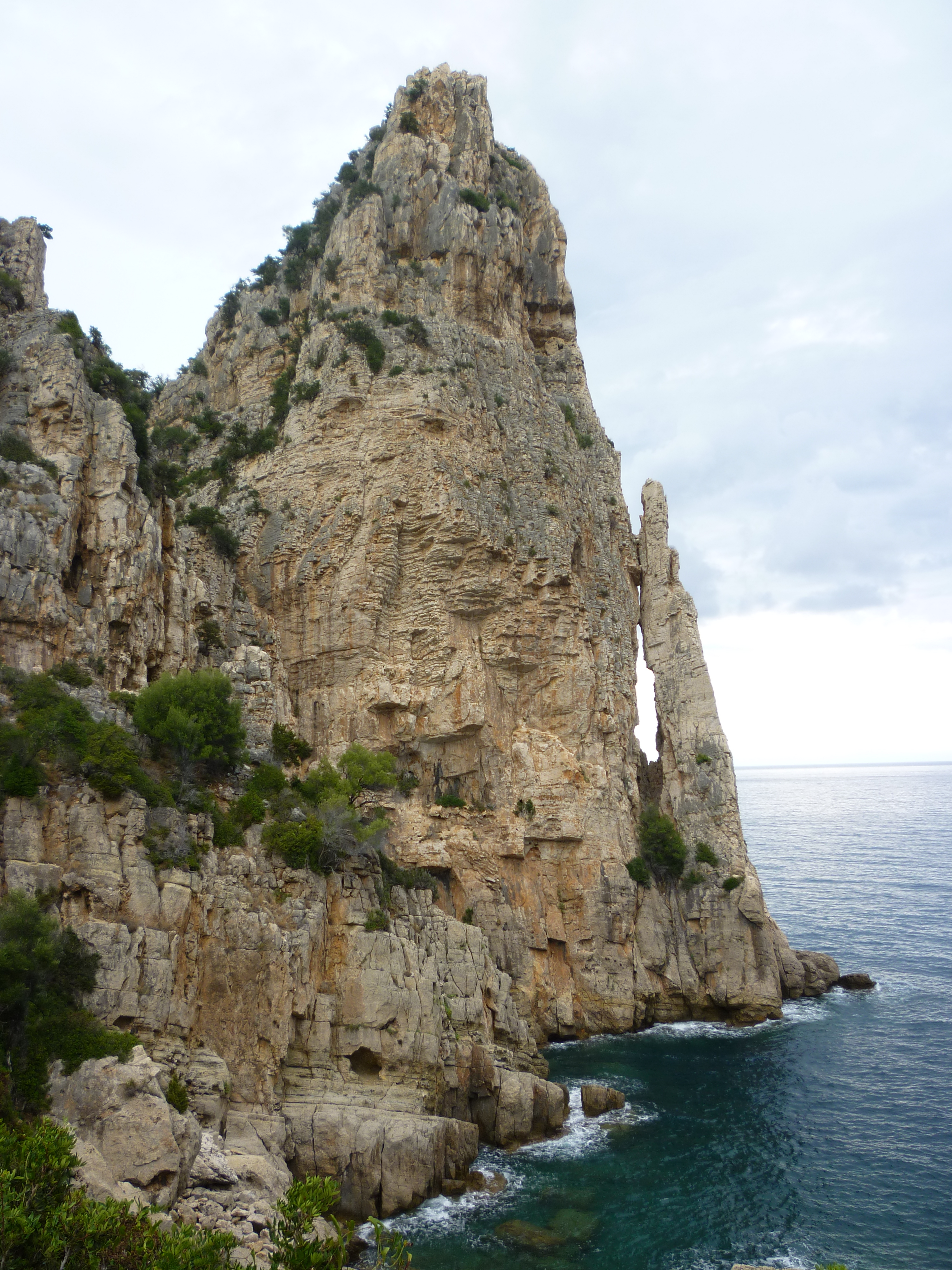
Pedra Longa
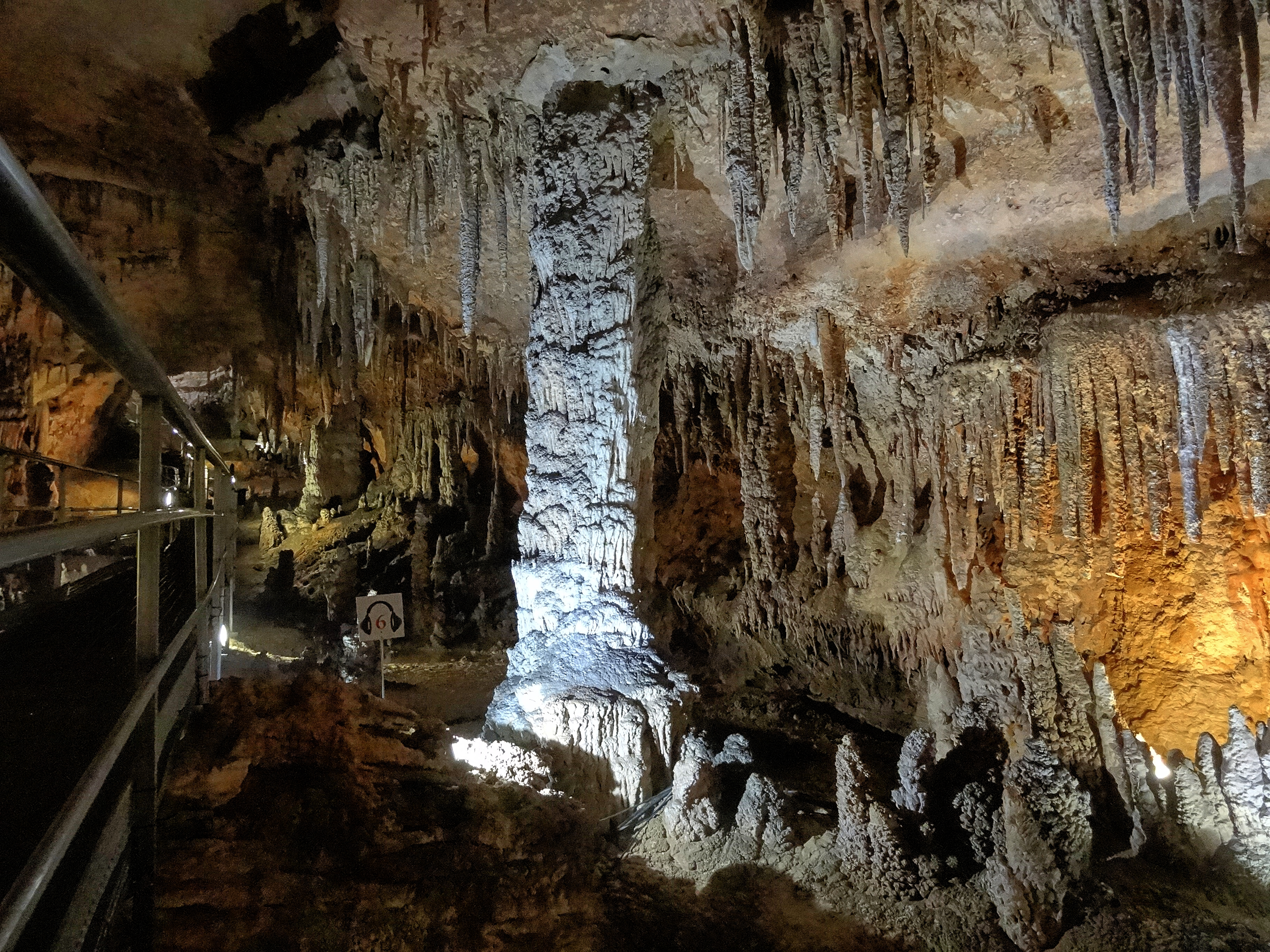
Grotta del Fico
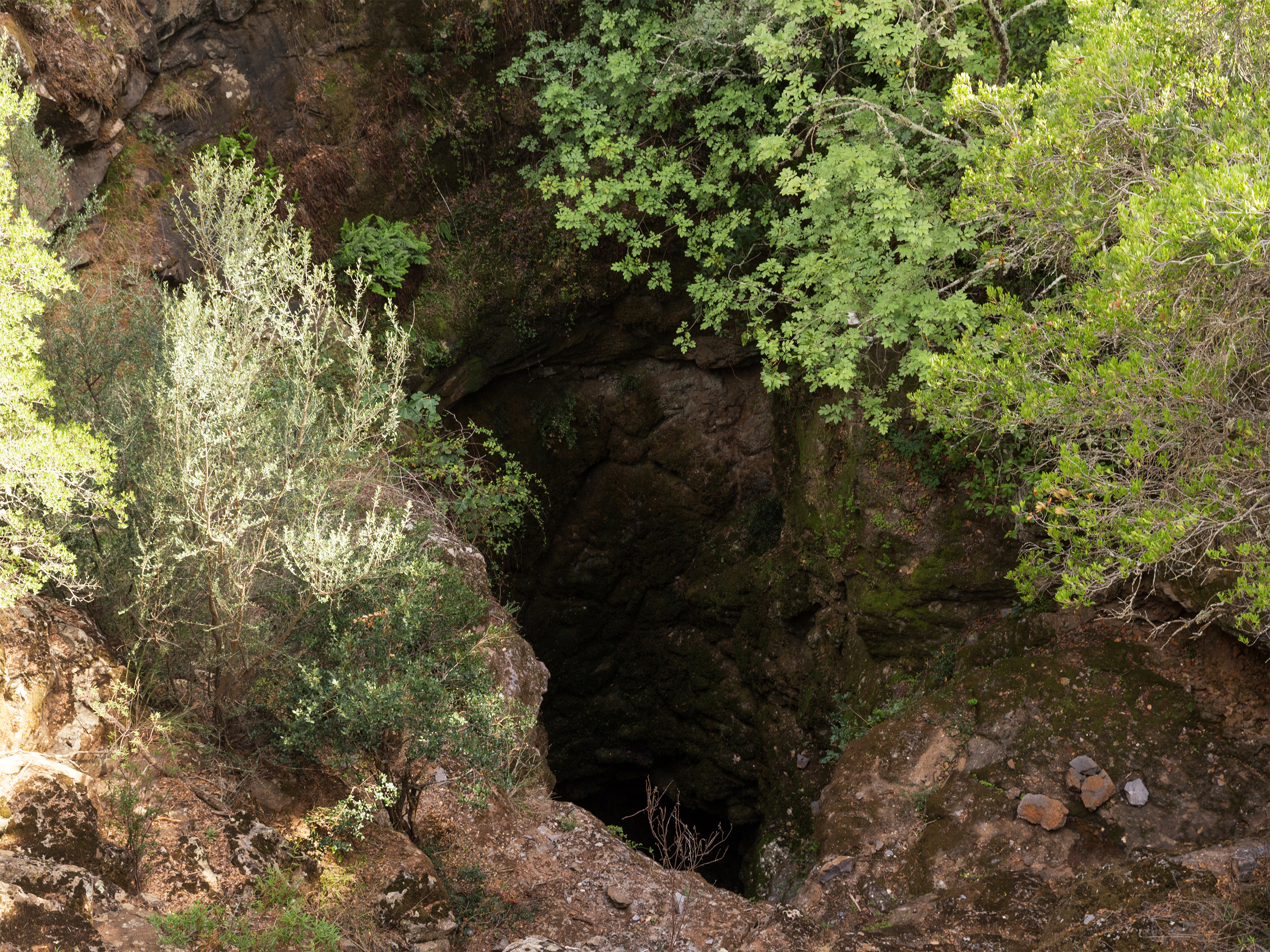
Su Sterru
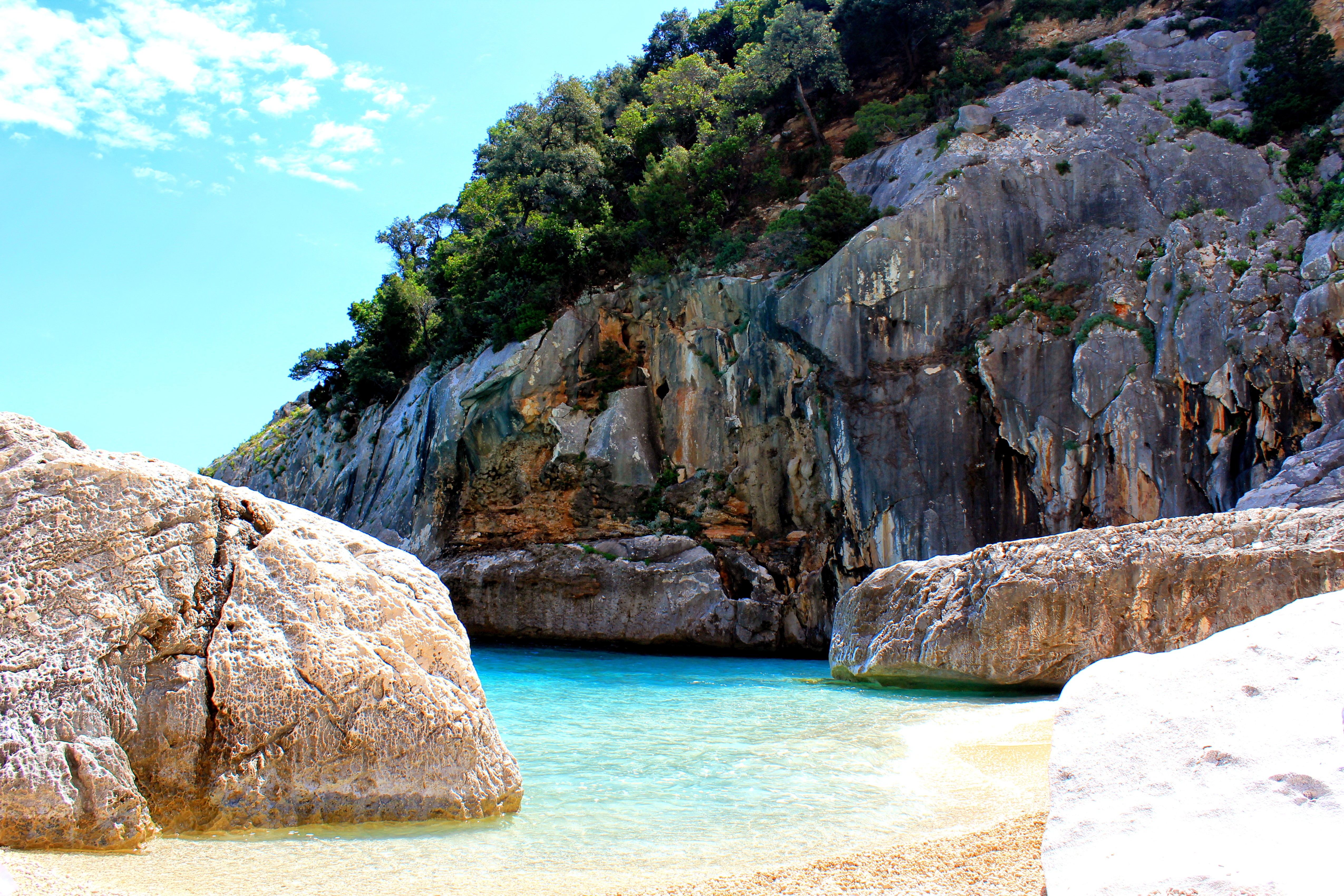
Cala Goloritzè
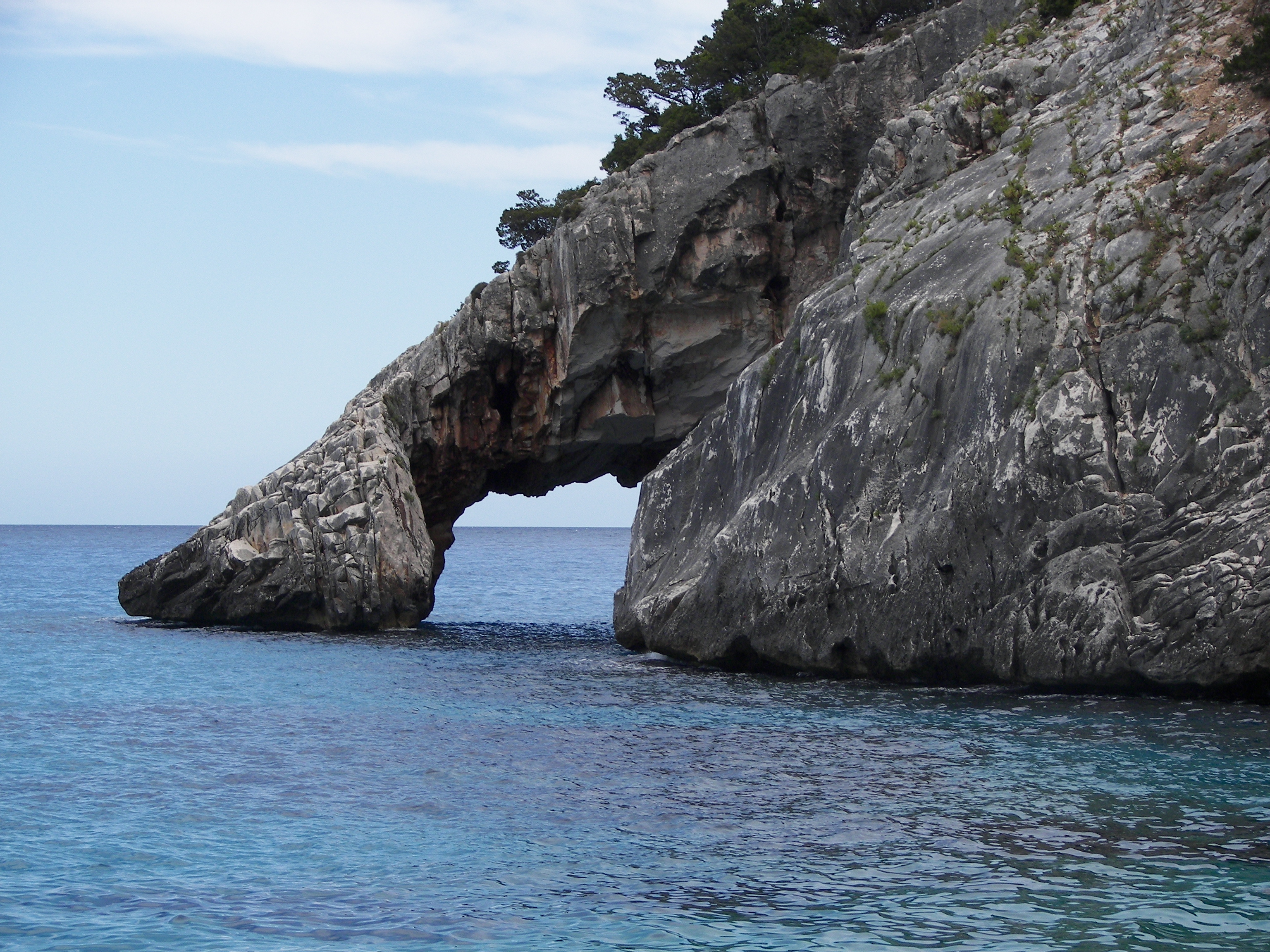
Felsentor L'Arco di Goloritzè
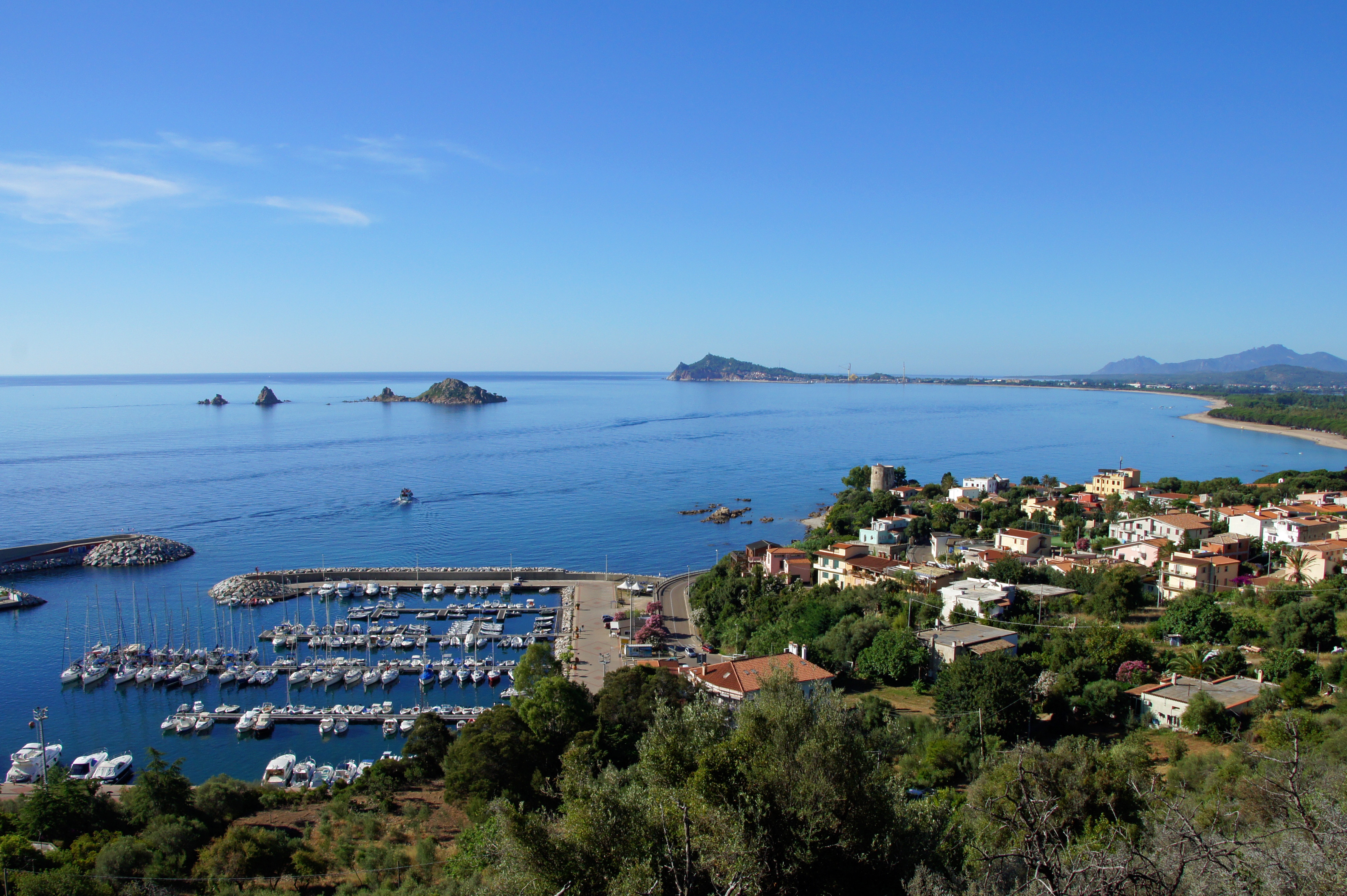
Santa Maria Navarrese
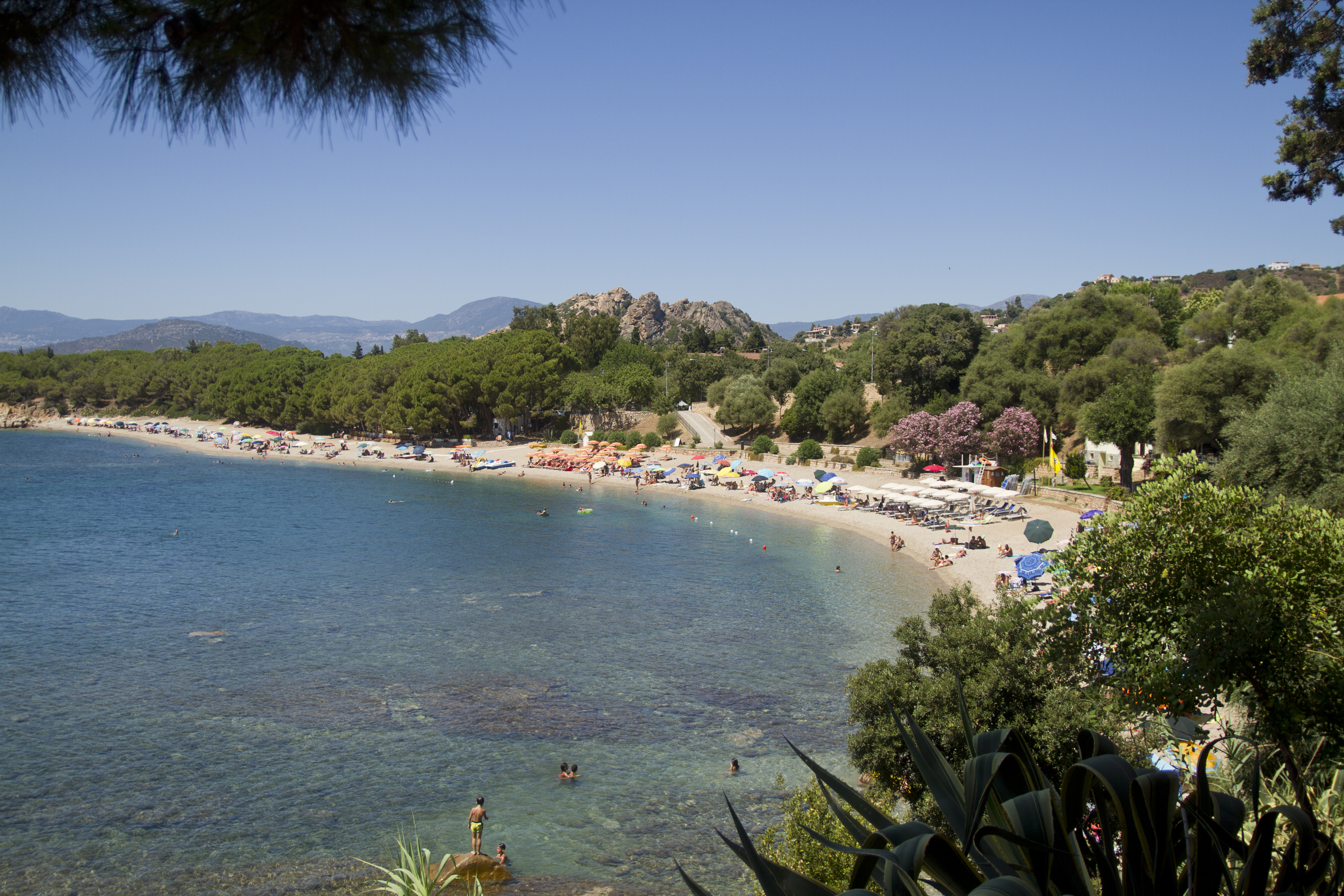
S. Maria Navarrese strandja
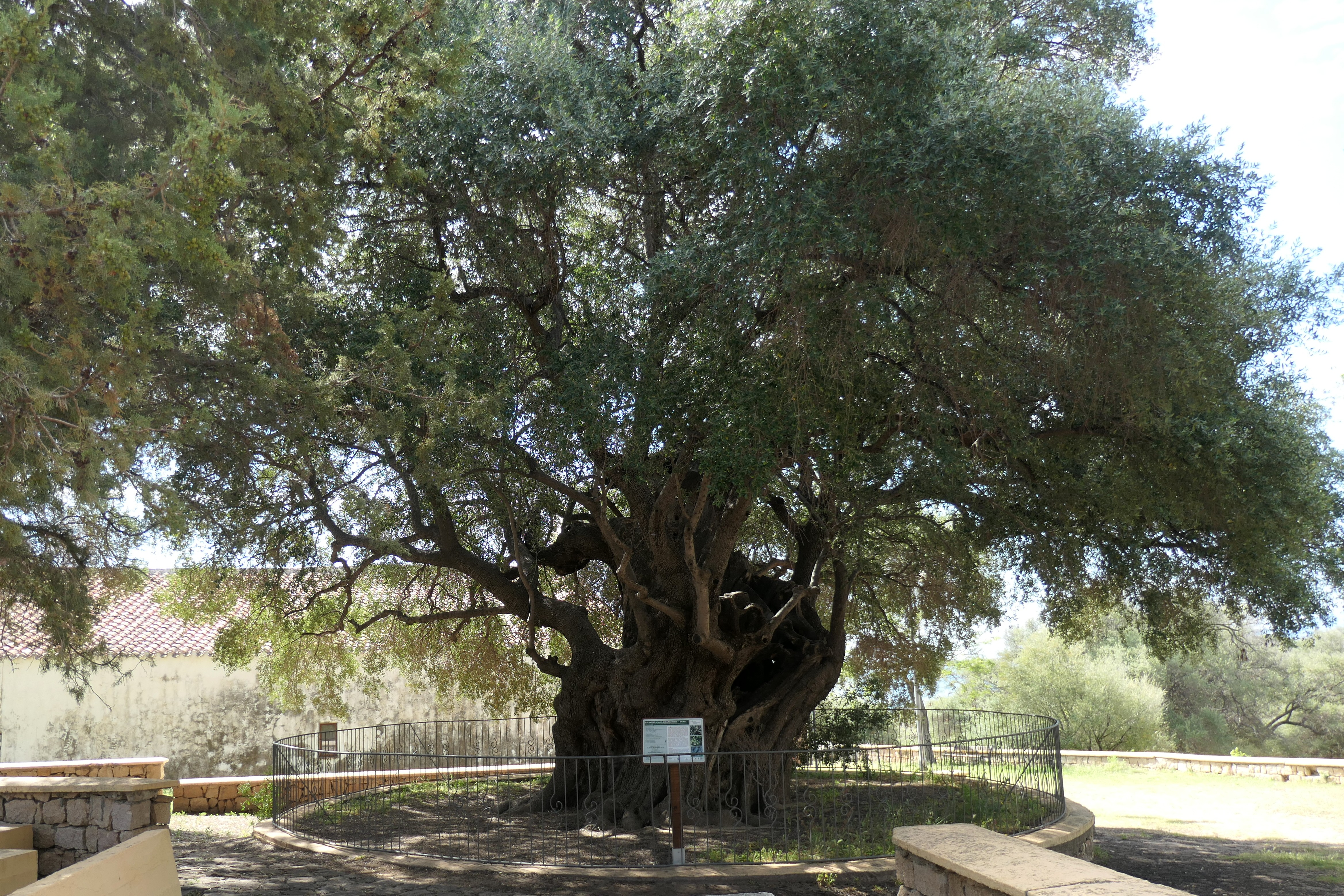
1000-éves olajfa Santa Maria Navarrese